# Цирцеастер
Цирцеастер (лат. Circaeaster, от имени древнегреческой богини Цирцеи и aster — звезда) — монотипный род растений, образующий семейство Цирцеастровые (Circaeasteraceae), которое по современной классификации APG IV включается в порядок Лютикоцветные дочерней клады Эвдикоты клады Цветковые растения.
Представлен одним видом: Circaeaster agrestis Maxim. — Цирцеастер полевой, распространённом в континентальном Китае и на Гималаях.

## Ботаническое описание
Однолетнее травянистое растение. Гипокотиль тонкий и удлинённый, до 8 см длиной, на верхушке которого (под листьями) расположены линейно-продолговатые семядоли, сохраняющиеся даже у взрослых растений. Листья скучены в розетку, очень тонкие и нежные, клиновидно-лопатчатые, наверху зубчатые; жилкование дихотомическое, открытое.
Цветки обоеполые, очень маленькие, безлепестные, многочисленные, в пучках, собранных в компактное верхушечное соцветие. Чашелистиков 2 (3), чешуевидные, створчатые. Тычинок 2 (1 или 3), чередуются с чашелистиками. Гинецей апокарпный, из 2 (1 или 3, редко 4) линейных плодолистиков; рыльце верхушечное, сидячее, косое, слегка низбегающее. Плодики — орешки, покрыты крючковатыми щетинками.